# LOOPERS
《LOOPERS》是Key繼《星之夢》、《Harmonia》後再次製作並於2021年5月28日發售的「Kinetic Novel」系列作品之一。故事描述熱衷於地理尋寶的高中生平良於暑假的某一天被吸入無限循環「時之漩渦」，並與同為「LOOPERS」的少年少女們設法逃离「時之漩渦」。

## 概要
本作是VISUAL ARTS旗下的Kinetic Novel系列作品，由同為VISUAL ARTS旗下的Key製作。Key在2020年10月26日的YouTube直播節目中宣布將連續製作三部Kinetic Novel作品，本作是其中的第一部，當時的代號為「Project: LOOPER」。2020年12月11日，本作的正式名稱「LOOPERS」公開，同時Key開放了遊戲的官方網站。
本作原定於2021年3月26日發售，但因品質改善的緣故而延期至同年5月28日發售。
2021年7月20日本作的手機版本正式於Android和iOS上推出，而由Prototype製作的任天堂Switch移植版則於2022年6月2日發售，支援日語、英語以及簡體中文。本作后又被移植至PlayStation 4平台上，于2023年2月16日发售。

## 故事大綱

### 設定
本作的主角熱衷於遊玩名為「地理尋寶」（日语：ジオハンティング，Geohunting）的另類實境遊戲。該遊戲的玩家在現實世界中尋找被其他玩家藏起的「寶藏」，找到寶藏後玩家可以將其取走，並放入另外一件物品作為新的「寶藏」。「地理尋寶」行動應用程式則列出了所有「寶藏」的大致位置，玩家依照地圖上的標記前往指定地點尋找「寶藏」，也可以給其他玩家設下尋寶謎題、與其他玩家進行交流等。
本作中眾人陷入的「時之漩渦」會令陷入其中的人不斷重複經過同一段時間。即將進入或離開時之漩渦的人眼前會出現時間幻影，幻影的內容是發生過或即將發生的真實事件。本作中眾人會反覆度過8月1日凌晨5時左右至8月2日凌晨5時左右的一天時間，每次世界重置都會重置除了記憶外的一切。眾人無法主動離開漩渦，只能等待漩渦的出口自行出現，而等待時間可能長達數十年，離開漩渦後漩渦內發生的事情會被視為夢境。無限重複同一段時間會消耗人的意志，意志脆弱者會陷入昏迷。

### 劇情
本作的主人公平良在小時候一次探望患病母親的過程中結識了隔壁病床的一位女孩，平良將自己珍藏的金色恐龍橡皮擦送給女孩，並傳授給她一個「魔法」：將珍視的物品送出去，物品就會積累魔力，經過的人手越多魔力會越來越強，並最終實現願望。但是若物品回到原主人手上則所有魔法皆會失效。之後二人再也未有見面。
遊戲開始於多年後的8月1日凌晨，已是高一學生的平良遇到了剛剛結束便利店打工的小學同學昼田和玲央奈，並拉著她們在公園裡完成了一次地理尋寶挑戰。在尋寶的過程中平良提起都市傳說中一個不斷尋找自己心臟的「覓心女」，但不料眾人卻真的見到了一個不斷急著尋找東西的女性幻影。在分別後，清晨5時許玲央奈在昼田身旁突然昏倒不醒，平良和昼田發現自己不斷在8月1日凌晨5時左右至8月2日凌晨5時左右之間循環。此時自稱「美亞」的神秘少女出現在二人面前，告訴二人他們已經被捲入「時之漩渦」之中，並歡迎他們加入由相同遭遇者組成的組織「LOOPERS」。美亞告訴他們，玲央奈早已被捲入其中，在反覆的循環中她不堪重負陷入昏迷，LOOPERS中的其他成員大多也接近極限。平良為所有人設計不同的地理尋寶挑戰，令所有人沉迷其中，重振了LOOPERS的志氣；昼田陪伴在昏迷的玲央奈身旁並透過刺激捲入循環前的回憶成功將其喚醒；平良向陪伴他適應LOOPERS新生活的美亞展示世界全新的美好，令美亞對平良萌生愛意。
眾人最終等到了「時之漩渦」出口的出現，並陸續走過出口逃離漩渦，但是美亞堅持拒絕離開漩渦。眾人在美亞留下的字條中得知事情的真相：美亞罹患克萊恩-萊文症候群（睡美人症候群）並即將發展至末期，只有進行成功率極低的腦部手術才可能拯救她的性命。害怕接受九死一生手術的美亞將小時候一位男生送給自己的金色恐龍橡皮擦交給他人，希望橡皮擦在不斷的傳遞中積累魔力實現她的願望。橡皮擦隨後作為地理尋寶的寶物在玩家間傳遞，並最後積累了足夠的魔力，實現了美亞的心願，產生了時之漩渦，讓她不斷循環手術的前一天，並捲入其他人。美亞的手術最終成功，但是由於她仍身處漩渦之中而遲遲不能恢復意識，失去了美亞的平良決心將她帶出漩渦。而在美亞一側，失去平良陪伴的美亞感到寂寞，並最終意識到自己的心願不再是祈禱第二天不再到來，而是與平良一同迎接明日，導致時之漩渦開始崩塌。
平良決心找到橡皮擦令魔法失效救回美亞，LOOPERS遂召集所有人脈將整個區域的地理尋寶寶藏翻了個遍。美亞一側也急於找到橡皮擦，她急切尋找橡皮擦的身影就是平良等人遇見的「覓心女」幻影。然而平良最終未能在漩渦崩塌前找到橡皮擦，他與美亞最終在漩渦崩塌後找到了橡皮擦，奇蹟讓他們觸碰到了對方。平良將美亞帶出了漩渦，雙方在確認對方是自己「真正的寶物」後，美亞的靈魂在平良的懷中消散。回到醫院面對陷入深度昏迷的美亞，平良決心陪伴在她的身邊，堅信美亞仍在世界的某處，他也能像昼田喚醒玲央奈一樣，喚醒美亞。
在遊戲的尾聲，美亞於病床上甦醒。

## 登場人物

美亞（聲：金子彩花）
本作女主角，本名為「藤川美亞」（藤川 みあ（ふじかわ みあ））。她用魔法引發了時之漩渦，害怕接受不知死活的腦部手術而許願手術之日不要到來，從而進入漩渦。
平良（聲：高塚智人）
本作主角，本名為「平良明」（平良 明（たいら あきら））。熱衷於地理尋寶，與昼田、玲央奈同一間小學出身。苦於沒有足夠時間解開世界上所有的謎團，美亞令他進入漩渦中。
昼田（聲：河野日和）
本名為「昼田貴理子」（昼田 貴理子（ひるだ きりこ））。自認大腦不太靈光，經常與父母老師吵架，有過希望與好友玲央奈聊天的時光永遠持續的念頭，進入漩渦中。
玲央奈（聲：井澤詩織）
本名為「町村玲央奈」（町村 玲央奈（まちむら れおな））。無法完成父母對自己不切實際的高期望而選擇逃避，一度試圖自殺。她的逃避心理令她進入漩渦。
西門（聲：木村良平）
本名為「西門貴明」（西門 貴明（さいもん たかあき））。「LOOPERS」創辦人，擁有超人的記憶力和頭腦，苦於沒有充足的思考問題的時間，進入時間無限的漩渦之中。
讓（聲：江藤要介）
本名為「霧島讓」（霧島 譲（きりしま じょう））。熱愛健身，苦於沒有充足的時間給他鍛鍊肌肉，進入漩渦中。
堀井（聲：木野日菜）
本名為「堀井佐奈」（堀井 佐奈（ほりい さな））。小有名氣的實況主，但是自己的創作題材被影片的播放量束縛導致自己無法創作自己喜歡的影片，有過逃避的念頭，進入漩渦中。
リタポン
本名為「利田美咲」（利田 美咲（りた みさき））。插畫家和漫畫家，經常苦於趕不完原稿，進入漩渦中。

## 主題曲
開場曲千夜一夜VORTEX
作詞：龍騎士07 / 07th Expansion，作曲：折戶伸治，編曲：
演唱：sana（sajou no hana）
主題曲、結尾曲
作詞：、高田和磨，作曲、編曲：
演唱：sana（sajou no hana）
插入曲
作詞：龍騎士07 / 07th Expansion、高田和磨，作曲：折戶伸治，編曲：
演唱：sana（sajou no hana）

## 外部連結
- 官方网站（日語）
- 《LOOPERS》在視覺小說數據庫的頁面 （英文）